# 人間疎外
人間疎外（にんげんそがい）とは、社会の巨大化や複雑化とともに、社会において人間は機械を構成する部品のような存在となってゆき、人間らしさが無くなることをいう。

## 概要
社会は人間が作り上げて運営してゆくものであり、かつて人間の意思によって社会は運営されていた。だが科学技術の発達により、社会において多くの事柄は機械によって運営されてゆくようになり、ついには社会は人間が有るからこそ存続できているのではなく、機械が有るからこそ存続できている状態になった。このようにして人間はもし機械が無くなったならば社会を維持することが不可能になり、機械を維持させるために人間が動かざるを得なくなるなど、人間社会は機械次第である状態になっている。
喜劇俳優チャップリンが製作・主演したアメリカ映画『モダンタイムス』は、1936年に公開され、大変な評判を得た。この映画でチャップリンは、現代資本主義の生産第一、利潤第一の考え方と、生産の場におけるオートメーション化と分業のもたらす人間疎外、つまり人間が非人間化される状況を告発している。
「アトム化」とは、巨大化した機能集団の官僚制機構のなかで、人間が一つの歯車と化して主体性を喪失し、孤立した状態にあることをいう。現代社会において、各個人がおかれている状況を表現することばとして「アトム化」あるいは「原子化」という用語がよく使われている。